# Planete+
Planete+, es un canal de televisión fundado en 1999 cómo Planete y luego se convirtió en Planete+. También este canal tiene canales hermanos, Planete+ Crime&Investigation, Planete+ Blaze y Planete+ A&E.

## Logos

(prototipo)

- Datos: Q13515308